# فابریسیو کارلوس کوستا بنتو
فابریسیو کارلوس کوستا بنتو (به پرتغالی: Fabrício Carlos Costa Bento) مهاجم اهل برزیل است که در شهر Limoeiro do Norte، سئارا و در تاریخ ۲ مهٔ ۱۹۷۸ به دنیا آمده‌است.
فابریسیو کارلوس کوستا بنتو در تیم‌های فوتبال Bento Gonçalves سابقهٔ حضور دارد.